# 千代台公園

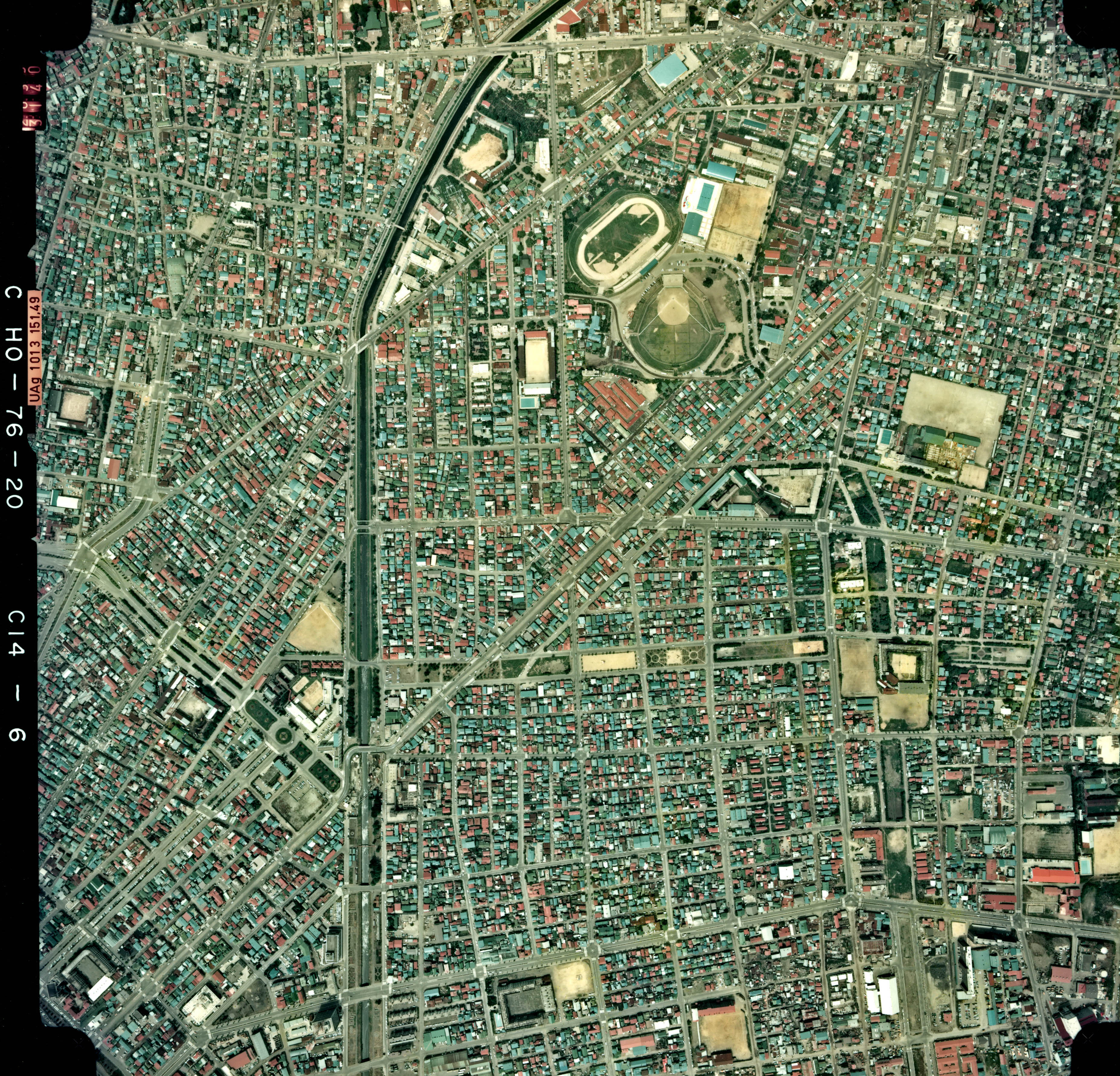
千代台公園付近の航空写真。

千代台公園（ちよがだいこうえん）は、北海道函館市にある運動公園。

## 歴史
- 1951年（昭和26年）7月4日、野球場開場[5]。
- 1957年（昭和32年）8月28日、弓道場開場[6]。
- 1961年（昭和36年）10月29日、陸上競技場開場[7]。
- 1968年（昭和43年）4月1日、庭球場開場[8]。
- 1969年（昭和44年）5月17日、青年センター開設[9]。
- 1971年（昭和46年）7月20日、市民プール開設[10]。

## 施設
千代台公園野球場
千代台公園弓道場
- 指定管理者（函館弓道連盟）
- 木造平屋
  - 射場（射程28m）、的数5ヶ、更衣室、管理事務室[11]

千代台公園陸上競技場
千代台公園庭球場
- 砂入り人工芝コート10面[12]
- 移動式ベンチ40基、審判台10基[12]
- 夜間照明（メタルハライドランプ4灯用12基、8灯用4基）[12]
- 観覧席（盛土コンクリート階段スタンド（ベンチ式席）、収容人員約800名）[12]
- クラブハウス（鉄骨造2階建）[12]

函館市青年センター
- 体育館（バドミントン、ソフトバレーボール、卓球、ミニテニス、ダンスなど）[13]
- 会議室、第1・第2クラブ室、音楽視聴覚室、調理実習室、和室、談話コーナー、相談室など[13]

函館市民プール
- 25mプール（幅16m、深さ1.1mから1.3m、7コース）[14]
- 日本水泳連盟公認50mプール（幅21m、深さ1.4mから1.65m、8コース）[14][15]
- 15mプール（幅6m、深さ1.0mから1.1m）[14]
- 幼児プール（67m²、深さ0.4mから0.5m）[14]
- 会議室、ロッカー室、採暖室、休憩室、シャワー室、医務室、更衣室、監視員室、障害者用トイレ、観客席（固定600席）など[14]

## 参考資料
- “函館市都市公園条例”. 函館市例規集.  函館市. 2015年7月15日閲覧。
- “函館市都市公園条例施行規則”. 函館市例規集.   函館市. 2015年7月15日閲覧。
- “函館市都市公園条例の一部を改正する条例の施行期日を定める規則”. 函館市例規集.   函館市. 2015年7月15日閲覧。